# Лептодора
Лептодора (лат. Leptodora) — род крупных, почти прозрачных хищных ветвистоусых раков, содержащий два вида.
Размером до 21 мм в длину, с двумя большими антеннами, используемыми для плавания, и одним составным глазом. Ноги используются для ловли рачков. Leptodora kindtii встречается в озёрах в Северном полушарии; Leptodora richardi известен только на Востоке России. В течение большей части года лептодора размножается партеногенетически, причём самцы появляются только в конце сезона, чтобы произвести зимние яйца, которые вылупляются следующей весной. Leptodora — единственный род в семействе Leptodoridae подотряда Haplopoda.

## Описание
Взрослые лептодоры являются крупнейшими планктонными кладоцерами, родом из Северной Америки. Взрослые самки обычно вырастают до 12 мм в длину, но некоторые могут достигать длины 21 мм. Лептодоры примерно на 98 % прозрачны — данная особенность служит им как защита от хищничества рыб. Самец также прозрачен. Брюшко удлинено, но раковинка небольшая и служит только в качестве выводковой камеры. Длинный абдомен. Шесть пар грудных придатков используются для захвата добычи. Вторые антенны используются для плавания, в то время как первые антенны рудиментарны у самок, но удлинены у самцов, поскольку они используются при половом размножении. Большую часть головы животного занимает один большой сложный (фасеточный) глаз, состоящий из около 500 омматидиев, которые сферически расположены, и весь глаз поворачивается на угол до 10° в любом направлении.

## Распространение
Leptodora kindtii широко распространена в северных умеренных озёрах. Встречается по всей Европе, в Северной Африке, Северной Аравии и в Азии (к северу от Гималаев).

## Экология и поведение
Leptodora kindtii — это прожорливый хищник, предпочитающий в качестве добычи неполовозрелых рачков родов Daphnia, Bosmina, Ceriodaphnia, Diaphanosoma, Polyphemus, Diaptomus и Cyclops. Основными хищниками лептодоры являются рыбы, в том числе сиг, окунь, чехонь и уклейка. В озере Бива, Япония, L. kindtii поражена нематодой Raphidascaris biwakoensis, известным паразитом рыб.

## Жизненный цикл
Самки лептодоры производят выводок яиц за счёт партеногенеза каждые 12 часов. Яйца вылупляются в личиночную стадию длиной около 2 миллиметров. Есть ещё шесть возрастов, прежде чем взрослая форма достигнет длины 6 миллиметров. Время, необходимое для достижения половой зрелости, зависит от температуры и примерно занимает от 3 до 6 дней.[9] В течение большей части года размножение является партеногенетическим, при этом яйца производятся самками без присутствия самцов в популяции. Осенью начинают появляться партеногенетически продуцированные самцы; самцы и самки затем размножаются половым путём. Полученные яйца опускаются на дно, где зимуют, вылупляясь на следующий год в виде личинок наподобие науплиуса.

## Происхождение названия таксона
Leptodora kindtii «возможно, единственный Ветвистоусый рачок, когда-либо описанный в газете». Немецкий микроскопист Густав Вольдемар Фокке организовал научную конференцию в Бремене в 1844 году вместе с фармацевтом Георгом Христианом Киндтом (Georg Christian Kindt). Он изучал фауну канав, окружающих город Бремена укреплений и демонстрировал живые образцы на конференции. В ходе встречи он также опубликовал описание вида в газете «Weser-Zeitung» в воскресенье 22 сентября 1844, отнеся данный вид к роду Polyphemus. Однако, это описание было проигнорировано научным сообществом, и Вильгельм Лильеборг описал данный вид в 1861 году с названием Leptodora hyalina. Синоним не был замечен, пока Альбрехт Поппе не проинформировал об этом Лильеборга в 1889, и Лильеборг, в свою очередь, исправил ошибку в своей монографии 1900 года.
В 2009 году был описан второй вид рода, Leptodora richardii, который собран из озёр бассейна реки Амур, включая озеро Болонь.

## Синонимы
Синонимы Leptodora kindtii включает:
- Polyphemus kindti Focke, 1844
- Hyalosoma dux Wagner, 1868
- Leptodora angusta Sars, 1890
- Leptodora hyalina Lilljeborg, 1861
- Leptodora pellucida Joseph, 1882